# Kraken
Kraken — онлайн-сервис обмена цифровых валют, зарегистрированный в США. По состоянию на декабрь 2019 года суммарный объём торгов составлял около 13 % мирового оборота. Информация этого сервиса отображаются в терминале Bloomberg.

## Особенности
На момент запуска Kraken не была присуща уязвимость «пластичных транзакций», общая в те годы для большинства сервисов обмена криптовалют (самый яркий пример платформы с такой уязвимостью Mt.Gox).
В июле 2014 года Kraken вошёл в группу предприятий, которые консультировали японского парламентария Минюки Фукуду, возглавлявшего ИТ-комитет по созданию Японского управления цифровыми активами (JADA). JADA является первой организацией с государственной поддержкой, регулирующей экономические отношения в сфере обмена и использования биткойнов.

## История
Компания была зарегистрирована в 2011 году. В сентябре 2013 года Kraken был запущен после двух лет разработки и тестирования. Первоначально торговля велась в евро, биткойнах и лайткойнах.
В июле 2013 года Kraken присоединился к другим игрокам США в сфере новых платежей и цифровой валютной промышленности, чтобы сформировать Комитет по созданию Цифрового органа передачи активов (DATA). Поставленная цель комитета заключалась в создании DATA в качестве будущего саморегулируемого органа индустрии. DATA провели свое первое ежегодное совещание в апреле 2014 года.
В октябре 2013 года Kraken объявил, что он обнаружил основные недостатки в протоколе Namecoin и не будет перечислять криптовалюту, пока они не будут удалены. Хотя недостатки вскоре были исправлены, и Namecoin появился на бирже Kraken, он был удален два года спустя после снижения объёмов торговли.
В 2014 году сервис стал крупнейшим в мире по объёму торгов биткойнами за евро. В апреле того же года информация о Kraken была размещена в интерфейсе Блумбергского терминала.
В 2017 году сервис стал объектом DDoS-атак.
В феврале 2019 года была закрыта сделка по приобретению стартапа Crypto Facilities за не менее, чем $100 млн. Для Kraken это стало самой большой сделкой по состоянию на тот момент. Компания Crypto Facilities, которая после поглощения стала работать под именем Kraken Futures, является регулируемой торговой площадкой, на которой осуществляются торги прямыми и обратными фьючерсами на криптовалюты.

## Расследование инцидента Mt.Gox
Нобуаки Кобаяси, назначенный судом в ноябре 2014 года управляющий активами Mt.Gox после её банкротства, сообщил о сотрудничестве с Kraken в вопросах расследования утечки биткойнов и их возврата пострадавшим пользователям.
В марте 2018 года Кобаяcи сообщил о том, что уже удалось продать криптовалюты из резервов обанкротившейся Mt.Gox на сумму, эквивалентную 400 млн долларов, при том, что остатки на счетах клиентов составляли эквивалент почти 2 млрд долларов по курсу на момент остановки Mt.Gox.
В медиа было озвучено мнение, что возникшая ситуация выгодна Kraken, так как пострадавшим пользователям Mt.Gox необходимо было завести аккаунт на Kraken для возврата средств.